# Guillaume de Félice (4e comte de Panzutti)
Guillaume Adam de Félice, né le 12 mars 1803 à Otterberg et mort le 23 octobre 1871 à Lausanne, est un théologien protestant français abolitionniste, d'origine suisse (et de lointaine origine italienne).

## Biographie
Quatrième comte de Panzutti, Félice est, par son père Bernard (1760-1832), le petit-fils de l’écrivain et encyclopédiste Fortunato de Felice, né à Rome en 1723. La famille s’étant installée à Lille en 1804 où son père est pasteur protestant, Guillaume grandit dans un environnement français. Ayant hérité du gout de son grand-père pour les études et les idées radicales, il étudie la théologie aux universités de Strasbourg et de Lausanne, avant d’entrer dans le ministère pastoral en 1827.
C’est à la suite de sa nomination au poste de pasteur en Normandie à l’Église réformée de Bolbec, que son intérêt pour l’abolitionnisme est éveillé par sa proximité avec Le Havre, deuxième port négrier de France. Il lance alors le mouvement contre les camps d’esclaves français en Guadeloupe, sujet très controversé à l’époque. Poursuivant sa lutte contre l’esclavage au travers de ses croyances religieuses, il rédige la fameuse pétition rédaction française de 1846 en faveur de l’abolition. Felice entretient une longue correspondance avec les abolitionnistes anglais : ces derniers obtiennent gain de cause en 1833, tandis que leurs homologues français doivent attendre 1848.
Après Bolbec, Felice devient professeur de théologie à Montauban, où il occupe la chaire de morale et d’éloquence sacrée. Installé par la suite dans sa ville familiale d’Yverdon, il épouse Joséphine Rivier, la fille d’un aristocrate local.

## Distinctions
Guillaume de Félice est nommé chevalier de la Légion d'Honneur par un décret du 13 août 1866, alors qu'il est doyen de la Faculté de théologie protestante de Montauban.

## Œuvres
- Dithyrambe sur les Grecs, J.-H. Heitz (Strasbourg), 1822, Ouvrage disponible sur le site Gallica de la Bibliothèque nationale de France
- (Jean) Calvin et l’Église de Genève, trad. de l’allemand de Karl Gottlieb Bretschneider, Genève ; Paris, J.-J. Paschoud, 1822.
- Essai sur l’esprit et le but de l’institution biblique, Treuttel et Würtz, 1824.Ouvrage couronné par le Comité de la Société Biblique Protestante de Paris, dans l’assemblée générale du 16 avril 1823.
- Propositions théologiques sur le dogme des anges, Proefschrift Straatsburg Silbermann, 1825.
- De la religion chrétienne dans ses rapports avec la situation, Société Evangélique, 1831.
- Discours prononcé à l’ouverture de la chapelle évangélique du Havre, précédé de quelques détails sur l’ouverture de la chapelle, Paris, J.-J. Risler, 1834.
  - 1re éd., Le Havre, J. Morlent, 1834, in-8° ;
  - 2e éd. corrigée, Paris, J.-J. Risler ; Le Havre, Joseph Morlent, 1834, in-8° de 32 p.
- Aux pères et aux mères sur l’éducation de leurs enfants. Discours prononcé dans le temple de Saverdun, Toulouse, K. Cadaux, 11 oct. 1840, 54 p.
- Avertissement aux églises réformées de France contre l’universalisme :
  - 1re éd., 1840, 61 p., Toulouse, K. Cadaux.
  - 2e éd., 1841, Toulouse, K. Cadaux.
- La Voix du Colporteur Biblique :
  - 1re éd. Jean A. Ackley, 150 Nassau-Street, 1845.
  - 2e éd., L. R. Delay, 1846, 280 p.
  - 3e éd., Toulouse, Société des Livres Religieux, 1860, 280 p.
- Appel aux chrétiens de France, en faveur de la Toulouse, Société des Livres Religieux, 1842.
- Émancipation immédiate et complète des esclaves : appel aux abolitionnistes, 116 p. L. R. Delay, 1846, ouvrage disponible sur le site d'Internet Archive et Manioc.org
- Le Livre des villageois (1847), 232 p., L.R.Delay (5 éditions au total) lire en ligne
- Histoire des Protestants de France : depuis l’origine de la Réformation jusqu’au temps présent :
  - 1re éd., 1850, 655 p. lire en ligne
  - 2e éd. révisée et corrigée - 1851 - Paris, Joël Cherbuliez ; Ducloux ; Grassart lire en ligne
  - 3e révisée et mise à jour, Paris, Joël Cherbuliez, 1856,
  - 4e éd., Paris, Joël Cherbuliez ; Meyrueis ; Grassart, 1861, 694 p., ouvrage disponible sur le site d'Internet Archive
  - 5e éd., Toulouse, Société des Livres Religieux, 1873.
  - 6e éd., avec François Bonifas, 1874, 819 p.
  - 7e éd., 1880, (continuée après 1861 jusqu’à aujourd’hui par François Bonifas), ouvrage disponible sur le site d'Internet Archive
  - 8e éd., Toulouse, Toulouse, Société des Livres Religieux, 1895, 711 p.
- Les Vieillards. Devoirs envers les vieillards. Devoirs des vieillards. Deux, Toulouse, Société des Livres Religieux, 1863, 154 p.
- Droits et devoirs des laïques dans la situation présente des Églises réformées de France, Paris, Charles Meyrueis ; Grassart ; Joël Cherbuliez, 1864, 173 p., lire en ligne
- Histoire des synodes nationaux des églises réformées de France Paris, 1864, 321 p.
- Die Bartholomäusnacht, avec TH Hansen, 1865.
- M. Guizot, sa candidature au conseil presbytéral de l’église réformée de Paris, Paris, Charles Meyrueis, 1865.
- Appel en faveur des noirs émancipés dans les États-Unis : discours prononcé le 25 juin 1865, dans le Temple de Toulouse, Paris, Charles Meyrueis ; Grassart ; Toulouse, Lagarde, 1869, 36 p.
- La Mission des sociétés savantes de province, Toulouse, Rives et Faget, 1866, 16+ p.
- Étienne de Grellet, évangéliste français au dix-neuvième siècle, Toulouse, Société des livres religieux, 1867.
- Biographie de William Allen : membre de la Société des Amis, ou Quakers, Paris, Charles Meyrueis ; Grassart ; Toulouse, Lagarde, 1869, 276 p., ouvrage disponible sur le site d'Internet Archive.